# Cuthbert Mayne

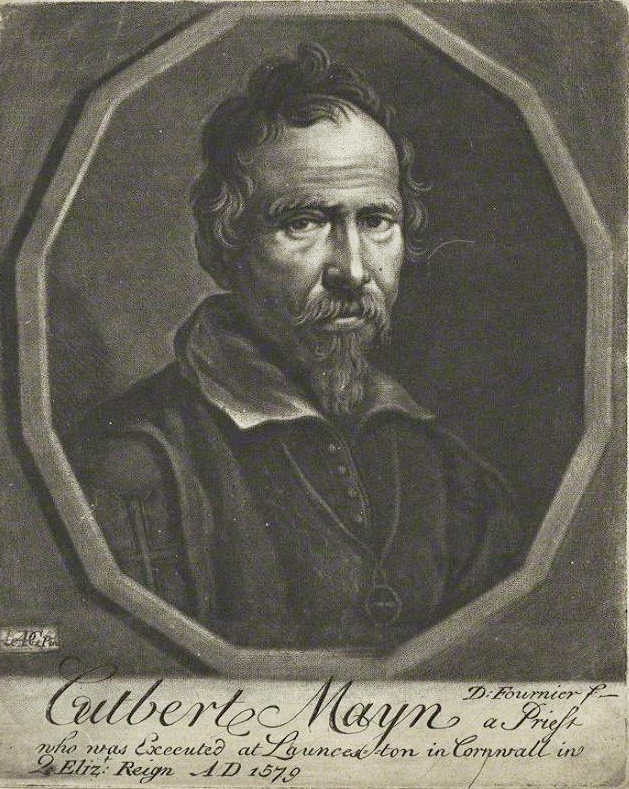
St. Cuthbert Mayne

Cuthbert Mayne (* 1543/1544 in Youlston, North Devon; † 30. November 1577 in Launceston) war ein englischer Priester und Märtyrer.
Mayne genoss eine protestantisch geprägte Jugend. Um 1562 begann er sein Theologiestudium an der St. Alban’s Hall und später am St. John’s College. 1566 machte Mayne seinen Bachelor und vier Jahre später den Magister artium. In dieser Zeit hatte er regen Kontakt mit den katholischen Gelehrten Gregory Martin und Edmund Campion. In diesen Jahren näherte Mayne sich der katholischen Kirche an.
Nachdem sich ab 1570 der Druck auf katholische Geistliche verstärkte und diese gezwungen waren England zu verlassen, wuchs in Mayne das Verlangen zum katholischen Glauben zu wechseln. So ging er 1573 in das von William Allen gegründete Kolleg in Douai. Am 7. Februar 1575 wird Mayne zum Priester geweiht.
1576 verlässt Cuthbert Mayne das Kolleg und begibt sich zusammen mit John Payne auf Mission nach England. Er begab sich nach Cornwall und stellte sich in den Dienst von Francis Tregian. Am 8. Juni 1577 wurde Mayne im Hause Tregians verhaftet und nach Launceston gebracht. Dort wurde ihm zur Last gelegt ein Agnus Dei sowie eine Päpstliche Bulle ins Land geschmuggelt zu haben. Diese Behauptungen konnten jedoch nicht bewiesen werden, trotzdem wurde Mayne auf politischen Druck zum Tode verurteilt. Am 30. November 1577 wurde das Urteil vollstreckt. Mayne wurde gehängt, noch bevor der Tod eintrat wurde er vom Galgen genommen und gevierteilt. Alle inneren Organe wurden verbrannt. Die vier Teile seines Körpers wurden als Abschreckung in den Städten Wadebridge, Tregony, Barnstaple und Bodmin auf Stangen aufgespießt und ausgestellt.
1886 wurde Cuthbert Mayne von Leo XIII. seliggesprochen. 1970 folgte die Heiligsprechung zusammen mit den anderen 39 Märtyrern von England und Wales durch Paul VI.